# 团结镇 (尉犁县)
团结镇，是中华人民共和国新疆维吾尔自治区巴音郭楞蒙古自治州尉犁县下辖的一个乡镇级行政单位。
2016年1月9日，新疆维吾尔自治区人民政府批复同意撤销团结乡建制，设立团结镇。

## 行政区划
团结镇下辖以下地区：
富强社区、南门社区、孔畔村、西海子村、孔湾村、东海子村和团结新村。